# Caluire-et-Cuire
Caluire-et-Cuire è un comune francese di 42 038 abitanti situato nella metropoli di Lione della regione Alvernia-Rodano-Alpi.

## Società

### Evoluzione demografica
Abitanti censiti

## Amministrazione

### Gemellaggi
- Nichelino